# Frank Debenham
Frank Debenham, OBE (26 de dezembro de 1883 – 23 de novembro de 1965) foi um destacado professor de geografia na Universidade de Cambridge e o primeiro diretor do Instituto de Pesquisa Polar Scott.

## Biografia
Debenham nasceu em Bowral, na Nova Gales do Sul, Austrália, em 26 de Dezembro de 1883. Era o mais novo de três filhos, um deles o seu irmão gémeo. O seu pai era o Reverendo John Willmott Debenham e a sua mãe Edith Cleveland. Frequentou a escola dirigida pelo seu pai antes de ingressar na The King's School, em Parramatta onde foi o melhor aluno. Licenciou-se na Universidade de Sydney em Inglês e Filosofia, e juntou-se ao pessoal da escola anglicana de Armidale, na Nova Gales do Sul.
Regressou à universidade em 1908 para estudar geologia com  Sir Edgeworth David. Em 1910, fez parte de um grupo de três geólogos da Expedição Terra Nova (1910–1913), de Robert Falcon Scott. De Janeiro a Março de 1911, Debenham, mais três membros da expedição - Thomas Griffith Taylor, Charles Wright (físico) e Edgar Evans-, exploraram e cartografaram as montanhas ocidentais da Terra de Vitória e realizaram estudos científicos e geológicos. Devido a uma lesão num joelho, por causa de um jogo de futebol na neve, Debenham não fez parte da trágica jornada para o Polo Sul e, passou a fazer parte na segunda viagem a oeste em conjunto com Griffith Taylor, Tryggve Gran e William Forde. No regresso da expedição em 1913, entrou para a Universidade de Cambridge para efetuar o relatório dos trabalhos realizados.
Durante a Primeira Grande Guerra, foi Tenente do 7º Batalhão da Infantaria Ligeira de Oxfordshire e Buckinghamshire. Enaqunto estava em França e Salonika, Debenham foi gravemente ferido em Agosto de 1916.
Em janeiro de 1917 casou com Dorothy Lucy Lempriere, e em 1919 foi homenageado com a Ordem do Império Britânico (O.B.E.). No mesmo ano vai para Cambridge onde se tornou membro do Colégio Gonville e Caius e conferencista em cartography. Em 1920, com a ajuda de fundos excedentários de doações públicas em resposta ao final trágico da expedição Terra Nova, Debenham ajudou a fundar o [[Instituto de Pesquisa Polar Scott (da Universidade de Cambridge) com Raymond Priestley, com um conjunto de informações sobre o Polo, e um centro de apoio a futuras expedições. Debenham tinha desenvolvido a ideia de um centro de estudos em 1912 enquanto estava na Antártida. Entre 1920 e 1946, foi diretor, não pago, do Instituto. Como diretor, Debenham, juntamente com Priestley e James Wordie, um cientista da Expedição Transantártica Imperial de Ernest Shackleton, fizeram de Cambridge o centro de investigação polar do Reino Unido.
Em 1931, Debenham foi nomeado Professor de Geografia na Universidade de Cambridge. Durante a Segunda Guerra Mundial treinou cadetes, deu conferências a navegadores da Royal Air Force e concebeu técncas de salvamento a comandos. Foi vice-presidente da Real Sociedade Geográfica (1951–53) e foi condecorado com a Medalha Vitória em 1948.
Autor prolífero, os seus trabalhos publicados incluem::  In the Antarctic: Stories of Scott's Last Expedition 1952; Antarctica – The story of a continent; Discovery & Exploration; Kalahari Sand; Nyasaland; The way to Ilala; Study of African Swamp; Simple Surveying; The use of Geography; Map Making; The World is Round; Space – The Global Atlas.